# Golden State Warriors
Golden State Warriors là một đội bóng rổ chuyên nghiệp Hoa Kỳ có trụ sở tại Khu vực vịnh San Francisco ở Oakland, California. Warriors tham dự ở National Basketball Association (NBA) là một thành viên của Western Conference Pacific Division. Sân nhà của Warriors là Chase Center ở San Francisco. Warriors đã 7 lần vô địch NBA vào các năm 1947, 1956, 1975, 2015, 2017,  2018 và 2022
Golden State Warriors được thành lập vào năm 1946 với tên gọi Philadelphia Warriors có trụ sở tại Philadelphia, Pennsylvania, một thành viên thành lập ra Basketball Association of America (BAA). Năm 1962, đội chuyển đến Khu vực vịnh và có tên là San Francisco Warriors. Năm 1971, đội đổi tên thành Golden State, biệt danh của bang California. Đội có biệt danh là Dubs hay ngắn gọn hơn là "W's".

## Sân nhà
- Philadelphia Arena (1946–1962)
- Philadelphia Convention Hall (1952–1962)
- Cow Palace (1962–1964, 1966–1971, và hai trận ở NBA Finals 1975)
- San Francisco Civic Auditorium (1964–1966)
- USF War Memorial Gymnasium (1964–1966)
- San Diego Sports Arena (1971–1972 – sáu trận)
- San Jose Arena (1996–1997)
- Coliseum Arena/The Arena in Oakland/Oracle Arena (1966–1967, 1971–1996, và 1997–2019)
- Chase Center (2019-Hiện tại)[10]

## Đội hình

### Draft
| Draft | Vòng | Pick | Cầu thủ | Vị trí | Quốc tịch | Đội hiện tại | Chú thích | Ref |
| ----- | ---- | ---- | ------- | ------ | --------- | ------------ | --------- | --- |
|       |      |      |         |        |           |              |           |     |

### Số áo vinh danh
| Golden State Warriors retired numbers | Golden State Warriors retired numbers | Golden State Warriors retired numbers | Golden State Warriors retired numbers | Golden State Warriors retired numbers |
| No.                                   | Player                                | Position                              | Tenure                                | Date                                  |
| ------------------------------------- | ------------------------------------- | ------------------------------------- | ------------------------------------- | ------------------------------------- |
| 13                                    | Wilt Chamberlain                      | C                                     | 1959–1965 1                           | 29 tháng 12 năm 1999                  |
| 14                                    | Tom Meschery                          | F                                     | 1961–1967 2                           | 13 tháng 10 năm 1967                  |
| 16                                    | Al Attles                             | G                                     | 1960–1971 3                           | 10 tháng 2 năm 1977                   |
| 17                                    | Chris Mullin                          | G/F                                   | 1985–1997 2000–2001 4                 | 12 tháng 3 năm 2012                   |
| 24                                    | Rick Barry                            | F                                     | 1965–1967 1972–1978 5                 | 18 tháng 3 năm 1988                   |
| 42                                    | Nate Thurmond                         | C                                     | 1963–1974                             | 8 tháng 3 năm 1978                    |

Notes:
- 1 Includes Chamberlain's tenure (1959–1962) in Philadelphia.
- 2 Includes Meschery's tenure (1961–1962) in Philadelphia.
- 3 Includes Attles' tenure (1960–1962) in Philadelphia. He also served as head coach from 1969 to 1983.
- 4 Also general manager from 2004 to 2009.
- Meschery, Attles, Barry, Thurmond and Mullin are also members of the Bay Area Sports Hall of Fame.

### Naismith Memorial Basketball Hall of Fame members
| Golden State Warriors Hall of Famers | Golden State Warriors Hall of Famers | Golden State Warriors Hall of Famers | Golden State Warriors Hall of Famers | Golden State Warriors Hall of Famers | Golden State Warriors Hall of Famers | Golden State Warriors Hall of Famers | Golden State Warriors Hall of Famers | Golden State Warriors Hall of Famers | Golden State Warriors Hall of Famers |
| Players                              | Players                              | Players                              | Players                              | Players                              | Players                              | Players                              | Players                              | Players                              | Players                              |
| No.                                  | Name                                 | Position                             | Tenure                               | Inducted                             | No.                                  | Name                                 | Position                             | Tenure                               | Inducted                             |
| ------------------------------------ | ------------------------------------ | ------------------------------------ | ------------------------------------ | ------------------------------------ | ------------------------------------ | ------------------------------------ | ------------------------------------ | ------------------------------------ | ------------------------------------ |
| 17                                   | Andy Phillip                         | G/F                                  | 1950–1953                            | 1961                                 | 00                                   | Robert Parish                        | C                                    | 1976–1980                            | 2003                                 |
| 14                                   | Tom Gola                             | F/G                                  | 1955–1962                            | 1976                                 | 17                                   | Chris Mullin                         | G/F                                  | 1985–1997 2000–2001                  | 2011                                 |
| 10                                   | Joe Fulks                            | F                                    | 1946–1954                            | 1978                                 | 41                                   | Jamaal Wilkes                        | F                                    | 1974–1977                            | 2012                                 |
| 11                                   | Paul Arizin                          | F/G                                  | 1950–1962                            | 1978                                 | 50                                   | Ralph Sampson                        | C/F                                  | 1987–1989                            | 2012                                 |
| 13                                   | Wilt Chamberlain                     | C                                    | 1959–1965                            | 1978                                 | 30                                   | Bernard King                         | F                                    | 1980–1982                            | 2013                                 |
| 16                                   | Jerry Lucas                          | F/C                                  | 1969–1971                            | 1980                                 | 25                                   | Guy Rodgers                          | G                                    | 1958–1966                            | 2014                                 |
| 42                                   | Nate Thurmond                        | F/C                                  | 1963–1974                            | 1985                                 | 23                                   | Mitch Richmond                       | G                                    | 1988–1991                            | 2014                                 |
| 24                                   | Rick Barry                           | F                                    | 1965–1967 1972–1978                  | 1987                                 | 13                                   | Šarūnas Marčiulionis                 | G                                    | 1989–1994                            | 2014                                 |
| 6                                    | Neil Johnston                        | C                                    | 1951–1959                            | 1990                                 | 10                                   | Jo Jo White                          | G                                    | 1979–1980                            | 2015                                 |
| Coaches                              |                                      |                                      |                                      |                                      |                                      |                                      |                                      |                                      |                                      |
| Name                                 | Name                                 | Position                             | Tenure                               | Inducted                             | Name                                 | Name                                 | Position                             | Tenure                               | Inducted                             |
| Frank McGuire                        | Frank McGuire                        | Coach                                | 1961–1962                            | 1977                                 | Bill Sharman                         | Bill Sharman                         | Coach                                | 1966–1968                            | 2004                                 |
| Alex Hannum                          | Alex Hannum                          | Coach                                | 1963–1966                            | 1998                                 | Don Nelson                           | Don Nelson                           | Coach                                | 1988–1995 2006–2010                  | 2012                                 |
| Contributors                         |                                      |                                      |                                      |                                      |                                      |                                      |                                      |                                      |                                      |
| Name                                 | Name                                 | Position                             | Tenure                               | Inducted                             | Name                                 | Name                                 | Position                             | Tenure                               | Inducted                             |
| Eddie Gottlieb                       | Eddie Gottlieb                       | Founder Owner                        | 1946–1962                            | 1972                                 | Rick Welts                           | Rick Welts                           | President                            | 2011–nay                             | 2018                                 |
| Pete Newell                          | Pete Newell                          | Scout                                | 1977–1984                            | 1979                                 |                                      |                                      |                                      |                                      |                                      |

Arizin, Fulks, Gola, Johnston and Phillip played all or most of their tenure with the Warriors in Philadelphia. Rodgers' tenure was evenly divided between Philadelphia and San Francisco, and Chamberlain's nearly so. King (Knicks), Lucas (Knicks), Parish (Celtics), Richmond (Kings), Sampson (University of Virginia và Rockets), White (Celtics), and Wilkes (Lakers) were elected mostly for their performances with other teams. Marčiulionis played most of his NBA career with Golden State, but his induction is also for his distinguished international career (Statyba, USSR, and Lithuania). Of those elected to the hall primarily as Warriors, only Thurmond, Barry and Mullin spent significant time with the team since the 1971 move to Oakland and the name change to "Golden State".

### FIBA Hall of Famers
| Golden State Warriors Hall of Famers | Golden State Warriors Hall of Famers | Golden State Warriors Hall of Famers | Golden State Warriors Hall of Famers | Golden State Warriors Hall of Famers |
| Players                              | Players                              | Players                              | Players                              | Players                              |
| No.                                  | Name                                 | Position                             | Tenure                               | Inducted                             |
| ------------------------------------ | ------------------------------------ | ------------------------------------ | ------------------------------------ | ------------------------------------ |
| 13                                   | Šarūnas Marčiulionis                 | G                                    | 1989–1994                            | 2015                                 |

## Kỷ lục về các chỉ số và danh hiệu cá nhân

### Kỷ lục của đội bóng
| Chỉ số                    | Cầu thủ          | Thành tích đạt được |
| ------------------------- | ---------------- | ------------------- |
| Số trận thi đấu           | Stephen Curry    | 956                 |
| Điểm                      | Stephen Curry    | 23,668              |
| Rebound                   | Nate Thurmond    | 12,771              |
| Kiến tạo                  | Stephen Curry    | 6,119               |
| Steal                     | Stephen Curry    | 1,472               |
| Block                     | Adonal Foyle     | 1,140               |
| Số Field goal ghi được    | Stephen Curry    | 8,084               |
| Tỷ lệ FG                  | Andris Biedriņš  | .594                |
| Số cú ném 3 điểm ghi được | Stephen Curry    | 3,747               |
| Tỷ lệ 3 điểm FG           | Anthony Morrow   | .460                |
| Ném phạt                  | Paul Arizin      | 5,010               |
| Triple-doubles            | Draymond Green   | 32                  |
| Tỷ lệ ném phạt            | Stephen Curry    | .910                |
| Số điểm trung bình        | Wilt Chamberlain | 41.5                |
| Số rebound trung bình     | Wilt Chamberlain | 25.1                |
| Số kiến tạo trung bình    | Tim Hardaway     | 9.3                 |
| Số steal trung bình       | Rick Barry       | 2.3                 |
| Số block trung bình       | Manute Bol       | 3.7                 |

### Danh hiệu cá nhân
Most Valuable Player
- Wilt Chamberlain – 1960
- Stephen Curry – 2015, 2016

NBA Finals MVP
- Rick Barry – 1975
- Andre Iguodala – 2015
- Kevin Durant – 2017, 2018
- Stephen Curry – 2022

NBA Defensive Player of the Year
- Draymond Green – 2017

NBA Rookie of the Year
- Woody Sauldsberry – 1958
- Wilt Chamberlain – 1960
- Rick Barry – 1966
- Jamaal Wilkes – 1975
- Mitch Richmond – 1989
- Chris Webber – 1994

NBA Most Improved Player of the Year
- Gilbert Arenas – 2003
- Monta Ellis – 2007

NBA Community Assist Award
- Stephen Curry - 2014
- Kevin Durant - 2018
- Gary Payton II - 2022

NBA Sportsmanship Award
- Stephen Curry – 2011

NBA Clutch Player of the Year
- Stephen Curry – 2024

J.Walter Kennedy Citizenship Award
- Stephen Curry – 2023

NBA Western Conference Finals MVP
- Stephen Curry – 2022

NBA Social Justice Champion Award
- Stephen Curry – 2023

NBA Executive of the Year
- Dick Vertlieb – 1975
- Bob Myers - 2015, 2017

NBA Coach of the Year
- Alex Hannum – 1964
- Don Nelson – 1992
- Steve Kerr – 2016

All-NBA First Team
- Joe Fulks – 1947–1949
- Howie Dallmar – 1948
- Paul Arizin – 1952, 1956, 1957
- Neil Johnston – 1953–1956
- Wilt Chamberlain – 1960–1962, 1964
- Rick Barry – 1966, 1967, 1974–1976
- Chris Mullin – 1992
- Latrell Sprewell – 1994
- Stephen Curry – 2015, 2016, 2019, 2021
- Kevin Durant – 2018

All-NBA Second Team
- Joe Fulks – 1951
- Andy Phillip – 1952, 1953
- Jack George – 1956
- Neil Johnston – 1957
- Tom Gola – 1958
- Paul Arizin – 1959
- Wilt Chamberlain – 1963
- Rick Barry – 1973
- Phil Smith – 1976
- Bernard King – 1982
- Chris Mullin – 1989, 1991
- Tim Hardaway – 1992
- Stephen Curry – 2014, 2017, 2022, 2023
- Draymond Green – 2016
- Kevin Durant – 2017, 2019

All-NBA Third Team
- Chris Mullin – 1990
- Tim Hardaway – 1993
- David Lee – 2013
- Klay Thompson – 2015, 2016
- Draymond Green – 2017
- Stephen Curry – 2018, 2024

NBA All-Defensive First Team
- Nate Thurmond – 1969, 1971
- Andre Iguodala – 2014
- Draymond Green – 2015–2017, 2021

NBA All-Defensive Second Team
- Rudy LaRusso – 1969
- Nate Thurmond – 1972–1974
- Phil Smith – 1976
- Jamaal Wilkes – 1976, 1977
- E.C. Coleman – 1978
- Latrell Sprewell – 1994
- Andrew Bogut – 2015
- Draymond Green – 2018, 2019, 2022, 2023
- Klay Thompson – 2019

NBA All-Rookie First Team
- Nate Thurmond – 1964
- Fred Hetzel – 1966
- Rick Barry – 1966
- Jamaal Wilkes – 1975
- Gus Williams – 1976
- Joe Barry Carroll – 1981
- Larry Smith – 1981
- Mitch Richmond – 1989
- Tim Hardaway – 1990
- Billy Owens – 1992
- Chris Webber – 1994
- Joe Smith – 1996
- Marc Jackson – 2001
- Jason Richardson – 2002
- Stephen Curry – 2010
- Klay Thompson – 2012
- Harrison Barnes – 2013
- Eric Paschall – 2020
- Bradin Podziemski – 2024

NBA All-Rookie Second Team
- Latrell Sprewell – 1993
- Donyell Marshall – 1995
- Antawn Jamison – 1999

### NBA All-Star Weekend
Số lần được bầu chọn vào sự kiện All-star
- Paul Arizin – 1951, 1952, 1955–1962
- Joe Fulks – 1951, 1952
- Andy Phillip – 1951, 1952
- Neil Johnston – 1953–1958
- Jack George - 1956, 1957
- Woody Sauldsberry – 1959
- Tom Gola – 1960–1962
- Wilt Chamberlain – 1960–1965
- Tom Meschery – 1963
- Guy Rodgers – 1963, 1964, 1966
- Nate Thurmond – 1965–1968, 1970, 1973, 1974
- Rick Barry – 1966, 1967, 1973–1978
- Jim King - 1968
- Clyde Lee - 1968
- Rudy LaRusso – 1968, 1969
- Jeff Mullins – 1969–1971
- Jerry Lucas – 1971
- Cazzie Russell – 1972
- Jamaal Wilkes – 1976
- Phil Smith – 1976, 1977
- Bernard King - 1982
- Sleepy Floyd – 1987
- Joe Barry Carroll – 1987
- Chris Mullin – 1989–1993
- Tim Hardaway – 1991–1993
- Latrell Sprewell – 1994, 1995, 1997
- David Lee – 2013
- Stephen Curry – 2014–2019, 2021-2024
- Klay Thompson – 2015–2018
- Draymond Green – 2016–2018
- Kevin Durant – 2017-2019
- Andrew Wiggins – 2022

NBA All-Star Game head coach
- Alex Hannum – 1965
- Bill Sharman – 1968
- Al Attles – 1975, 1976
- Don Nelson – 1992
- Steve Kerr – 2015, 2017

NBA All-Star Game MVP
- Paul Arizin – 1952
- Wilt Chamberlain – 1960
- Rick Barry – 1967
- Kevin Durant - 2019
- Stephen Curry - 2022

Slam Dunk Contest
- Jason Richardson – 2002, 2003

Three-Point Contest
- Stephen Curry – 2015, 2021
- Klay Thompson – 2016

NBA vs. WNBA Three-Point Challenge
- Stephen Curry – 2024